# Briona
Briona (Brion-a in piemontese, Briun-ä in dialetto novarese) è un comune italiano di 1 117 abitanti della provincia di Novara in Piemonte. Il toponimo deriva da Brigodunum, termine celtico latinizzato, che sta a significare Fortificazione in altura.

## Geografia fisica

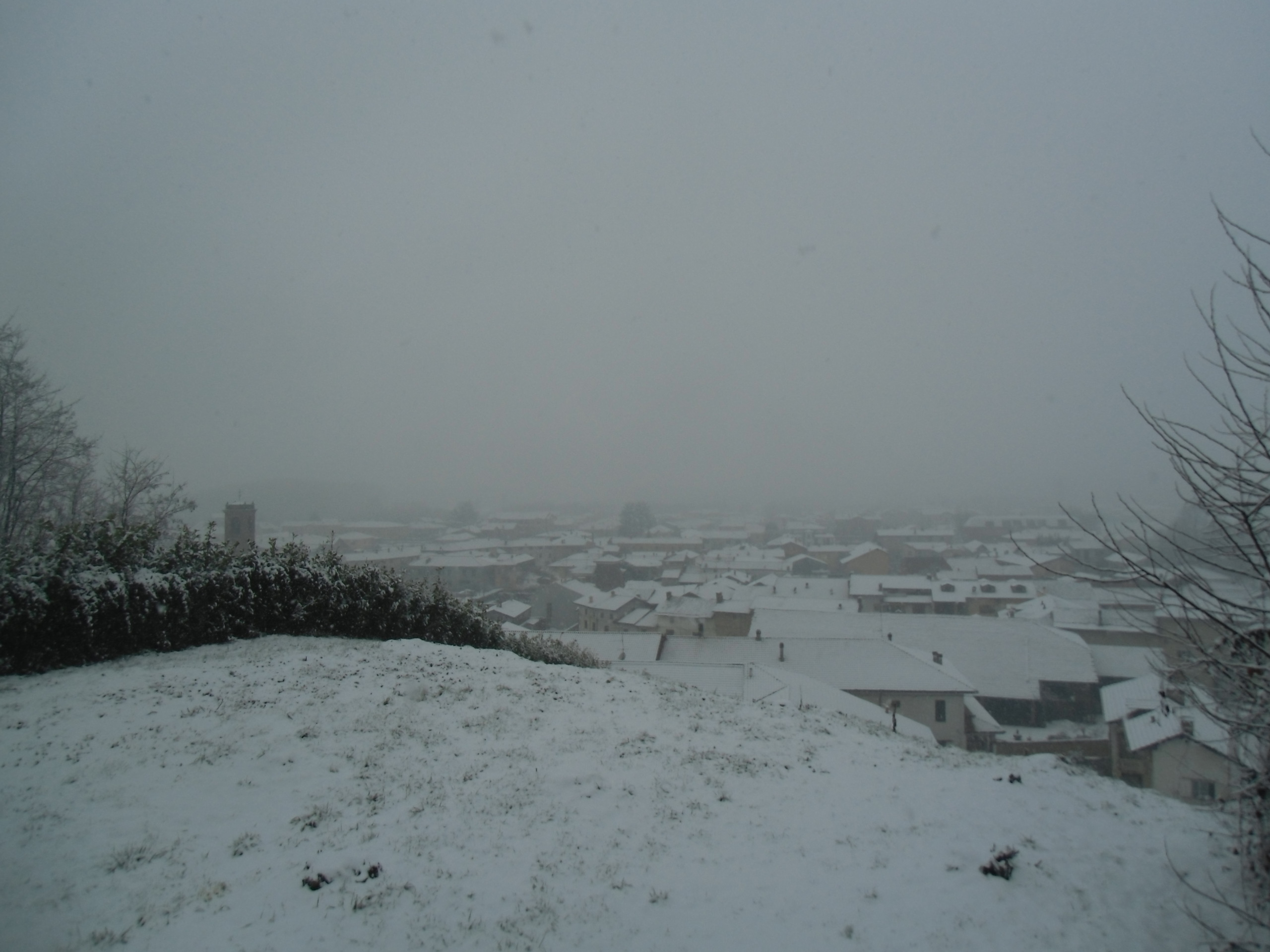
Veduta invernale dalla collina sita alle spalle della rocca, presso l'acquedotto comunale

Posta al limite tra la pianura e le colline Novaresi, Briona è attraversata dal torrente Strona, dal rio Nocca (affluente dello Strona) e dalla Roggia Mora.
Il territorio comunale varia da un'altezza minima di 175 m s.l.m. ad un'altezza massima di 246 m s.l.m. Dista 15 km da Novara e circa 43 da Varallo Sesia.

## Storia

### Simboli
Lo stemma è stato concesso con regio decreto del 23 luglio 1937.
Vi è rappresentato in campo azzurro, il castello di Briona d'argento; con il capo di porpora, caricato di tre stelle di cinque raggi d'oro, ordinate in fascia.

## Monumenti e luoghi d'interesse

### Architetture religiose
- Chiesa di Sant'Alessandro presso il cimitero. La sezione nord della chiesa è la prima ad essere stata costruita e viene datata all'XI secolo. La chiesa venne successivamente ampliata lungo il lato sud, aggiungendovi quelle che ora sono la navata centrale e la navatella meridionale: il completamento di questi lavori si situa intorno all'ultimo quarto del XII secolo[6]. Altri lavori interessarono la chiesa nei secoli successivi ma ne hanno intaccato la struttura solo marginalmente
- Chiesa parrocchiale della Madonna della Neve
- Chiesa parrocchiale di San Bernardino, frazione San Bernardino
- Chiesa di San Silvestro in Castro, frazione Proh
- Oratorio di Sant'Antonio Abate, località Orcetto
- Oratorio di San Bernardo
- Cella di Santa Maria, frazione Proh

### Architetture castrensi
- Castello di Briona[7]
- Castello o "rocchetta" di Proh

### Architetture civili
- Ponte medioevale (XIII secolo): ponte a schiena di mulo ad unica arcata che attraversa la Roggia Mora nei pressi della frazione Proh. Rappresentava l'unico passaggio usato dalle popolazioni locali e pertanto era luogo di riscossione di gabelle e dazi. Attualmente non è più usato e versa in grave stato di abbandono.

## Società

### Evoluzione demografica
Abitanti censiti

## Cultura

### Prodotti tipici
- Il Runcà, vino locale.

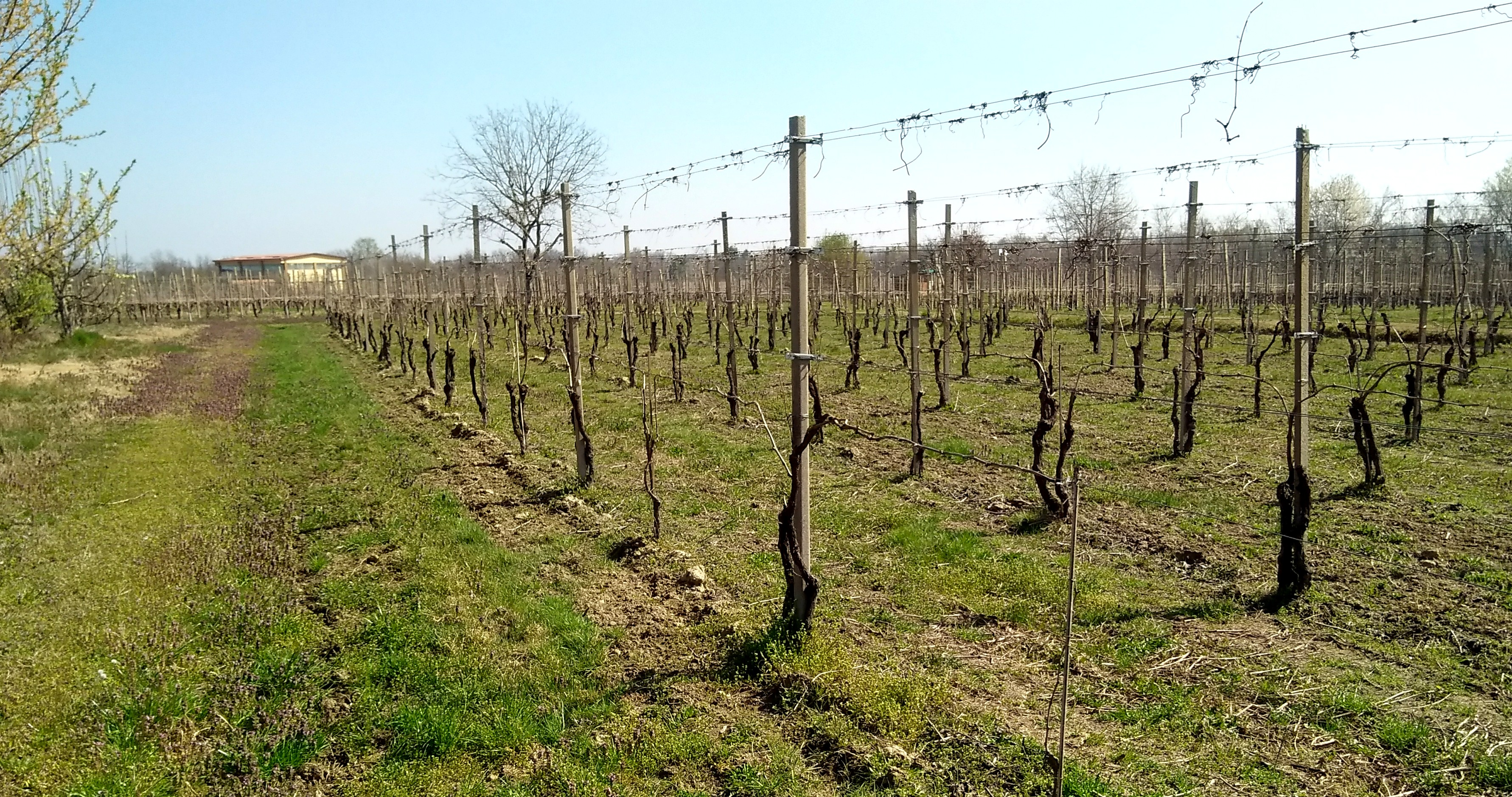
Un vigneto sulla collina di Briona

- Il comune di Briona rientra nella zona di produzione del Fara DOC e del Colline Novaresi DOC.
- Importante è la produzione di miele di Robinia, Castagno, Mille Fiori e Tiglio.

## Amministrazione
Di seguito è presentata una parziale tabella relativa alle amministrazioni che si sono succedute in questo comune.

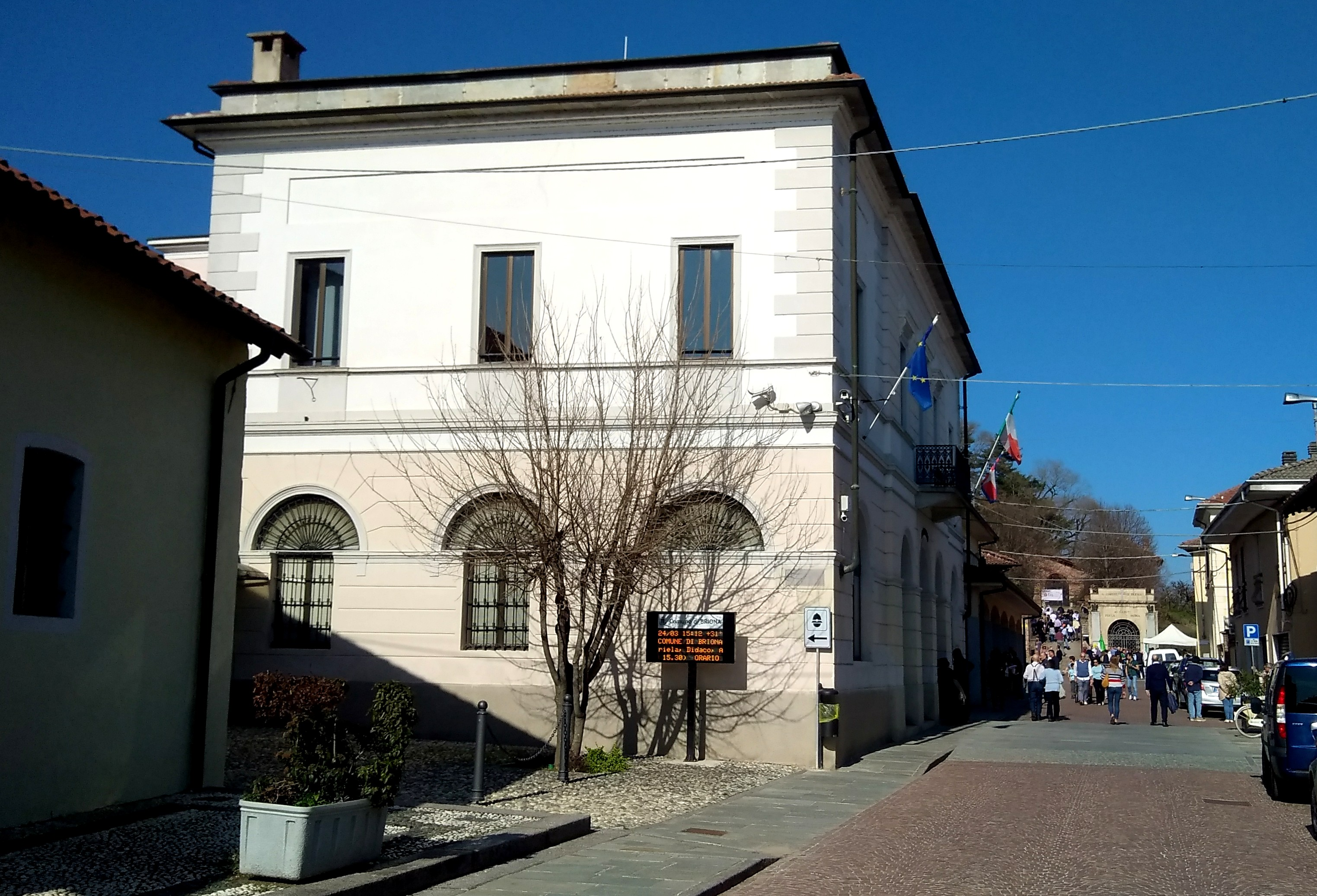
Il municipio

| Periodo           | Periodo          | Primo cittadino       | Partito                            | Carica  | Note  |
| ----------------- | ---------------- | --------------------- | ---------------------------------- | ------- | ----- |
| 18 maggio 1987    | 24 maggio 1990   | Sergio Boffa          | Democrazia Cristiana               | Sindaco | [ 9 ] |
| 24 maggio 1990    | 3 settembre 1992 | Tullio Salsa          | Partito Socialista Italiano        | Sindaco | [ 9 ] |
| 29 settembre 1992 | 24 aprile 1995   | Mauro Castaldi        | Partito Democratico della Sinistra | Sindaco | [ 9 ] |
| 24 aprile 1995    | 14 giugno 1999   | Piero Godio           | -                                  | Sindaco | [ 9 ] |
| 14 giugno 1999    | 8 giugno 2009    | Giancarlo Tornaco     | lista civica                       | Sindaco | [ 9 ] |
| 8 giugno 2009     | 26 maggio 2014   | Angelo Rossi          | lista civica                       | Sindaco | [ 9 ] |
| 26 maggio 2014    | 27 maggio 2019   | Maurizio Boriani      | lista civica Con noi per Briona    | Sindaco | [ 9 ] |
| 27 maggio 2019    | in carica        | Davide Maria Giordano | lista civica SiAmo Briona          | Sindaco | [ 9 ] |

- Il municipio